# Denis Bergeron
| (45580) Renéracine | 10. Februar 2000 |  |
| (74503) Madola     | 23. Februar 1999 |  |

Denis Bergeron (* 9. Februar 1956 in Repentigny) ist ein kanadischer Amateurastronom und Asteroidenentdecker.
Er ist von Beruf Tierschützer und benutzt für seine astronomischen Entdeckungen die Sternwarte in Val-des-Bois (IAU-Code 819) in der Provinz Quebec.
Zwischen 1999 und 2000 entdeckte er dort insgesamt zwei Asteroiden.